# Сиудад Николас Ромеро
Сиудад Николас Ромеро (на испански: Ciudad Nicolás Romero, в превод Град Николас Ромеро) е град и община в щата Мексико, Мексико. Населението на града е 281 799 жители (по данни от 2010 г.), а на общината 306 516 жители (2005 г.) Градът е на 2400 м н.в. в часова зона UTC-6. Пощенският код на града е 54400. Кмет на общината е Мартин Собрейра Пеня. До 1998 г. градът носи името Виля Николас Ромеро (има статут на градче), а след това се преименува на Сиудад Николас Ромеро (със статут на град). В Мексико и градът и общината разговорно се наричат също и само Николас Ромеро.